# Carl Friedrich Rudolf May

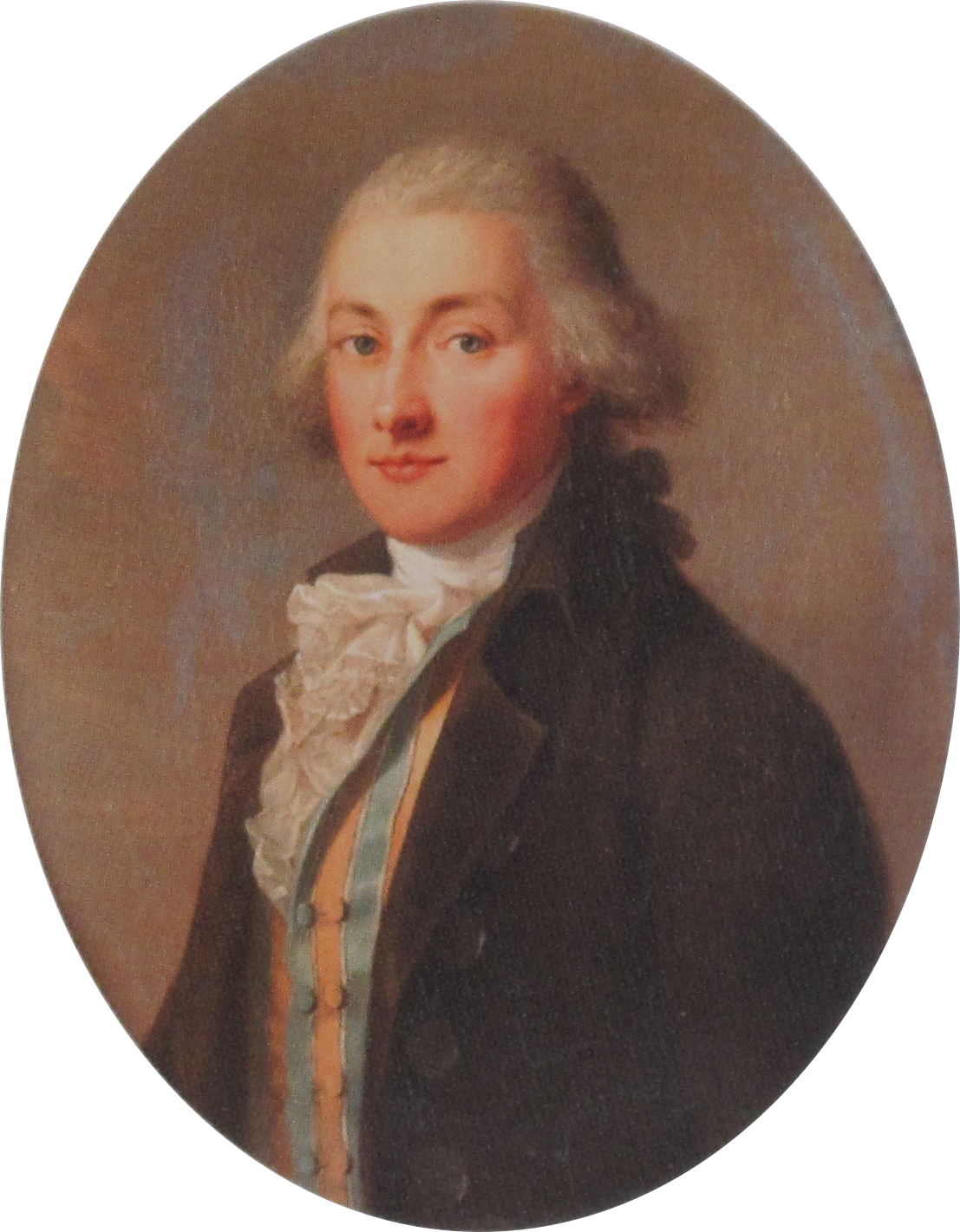
Carl Friedrich Rudolf May, Bildnis von August Friedrich Oelenhainz (1792)

Carl Friedrich Rudolf May (* 2. Februar 1768 in Schöftland; † 21. November 1846) war ein Schweizer Politiker.
Carl Friedrich Rudolf May war der Sohn des Carl Friedrich May und der Julia Dorothea Steiger. Ausgebildet wurde er durch Hauslehrer, anschliessend vier Jahre an Gottlieb Konrad Pfeffels École militaire in Colmar sowie zwei Jahre an der Universität Göttingen. May war ab 1790 alleiniger Besitzer der Herrschaft Rued und liess das Schloss Rued nach einem Brand 1792 bis 1796 durch Carl Ahasver von Sinner wieder aufbauen. In den Jahren 1803 bis 1808 war er Grossrat des Kantons Aargau, 1803 bis 1814 Oberamtmann des Bezirks Kulm, dann ab 1814 bernischer Grossrat und 1815 Kommissär in Nidau und im Erguel. Er heiratete Johanna Margareta von Steiger, Tochter des Niklaus Friedrich von Steiger. Sein Jüngster Sohn war Friedrich Amadeus Sigmund von May.

## Werke
- Haus-Cronik. Meinen Kindern und Nachkommen gewidmet durch Carl Friedrich Rudolf May von Rued. Kommentar und Edition, bearb. von Franz Kamber und Markus Widmer-Dean. F. Kamber, Schöftland 2001.

## Archive
- Bestände in der Burgerbibliothek Bern